# 不破萬作
不破萬作（1578年－1595年）是安土桃山時代豐臣秀次的小姓。被譽為絕世的美少年，有「天下三美少年」、「戰國三大美少年」之稱。名字有時會被記作伴作。
天正6年（1578年）出生於尾張國，文祿4年（1595年）7月於秀次切腹前殉死，年僅17歲。
在「天下三美少年」中，另外兩人分別是蒲生氏鄉的家臣、被視為歌舞伎之祖的名古屋山三郎，以及同是氏鄉家臣，後來仕於石田三成的淺香左馬之助（水野庄次郎）。在歌舞伎中，為名古屋山三郎情敵的「不破伴左衛門」據信即以他為原型，而在江戶時代，初代市川團十郎飾演不破伴左衛門一角大受好評，之後該角均由歷代市川團十郎演出。

## 登場作品
電視劇
- 『春之坂道（日语：春の坂道）』（NHK大河劇，1971年，演員：田村正和）
- 『黄金的日子（日语：黄金の日日）』（NHK大河劇，1978年，演員：伊東平山（日语：伊東平山））
- 『功名十字路』（NHK大河劇，2006年，演員：淺利陽介）